# Anke Fuchs-Dreisbach

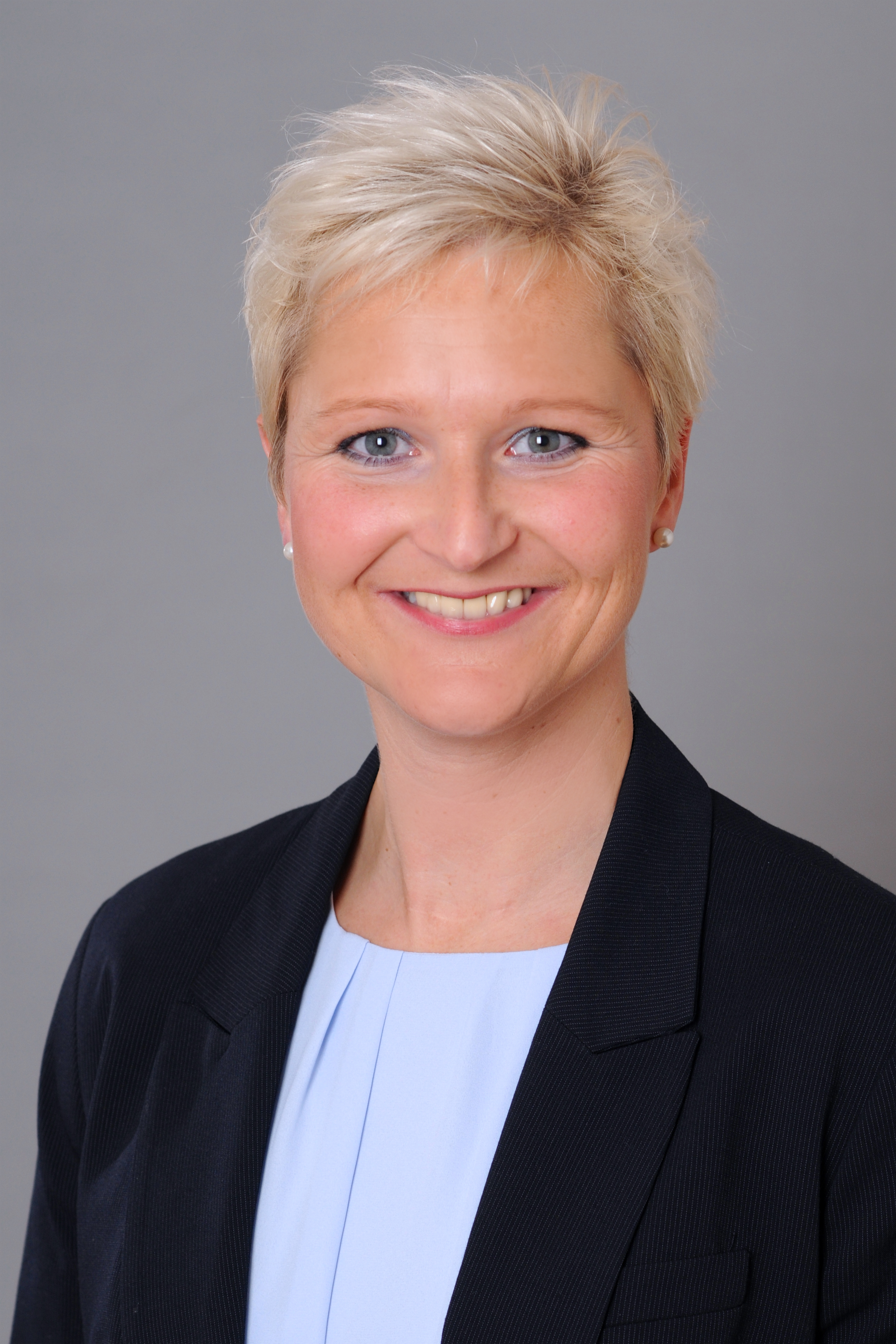
Anke Fuchs-Dreisbach, 2016

Anke Fuchs-Dreisbach (* 13. April 1977 in Bad Berleburg) ist eine deutsche Politikerin (CDU). Sie ist seit 2017 Abgeordnete im Landtag Nordrhein-Westfalen.

## Leben
Anke Fuchs-Dreisbach wurde am 13. April 1977 in Bad Berleburg geboren. Sie wuchs zusammen mit vier Geschwistern auf einem Bauernhof im Bad Berleburger Stadtteil Sassenhausen auf. Sie machte eine Ausbildung als Schornsteinfegerin. Später erlernte sie den Beruf einer Physiotherapeutin.

## Politik
Seit 2009 ist sie Ortsvorsteherin von Sassenhausen. Seit 2014 ist sie Ratsmitglied in Bad Berleburg. Von 2014 bis 2020 war sie zweite stellvertretende Bürgermeisterin, seit November 2020 ist sie erste stellvertretende Bürgermeisterin von Bad Berleburg. 2017 wurde sie stellvertretende Vorsitzende des CDU-Kreisverbandes Siegen-Wittgenstein. 2019 wurde sie zur stellvertretenden Vorsitzenden des CDU-Bezirksverband Südwestfalen gewählt. Seit Oktober 2021 ist sie Beisitzerin im CDU-Landesverband Nordrhein-Westfalen.
Bei der Landtagswahl in Nordrhein-Westfalen 2017 kandidierte sie als Direktkandidatin für den Wahlkreis Siegen-Wittgenstein II. Ferner hatte sie auf der CDU-Landesliste den Listenplatz 43. Sie wurde mit 43,2 % der Erststimmen als Direktkandidatin in den Landtag gewählt. Bei der Landtagswahl 2022 wurde sie mit einem Erststimmenanteil von 37,3 % über den Wahlkreis wieder direkt in den Landtag gewählt.

### Politische Positionen
Anke Fuchs-Dreisbach setzt ihren politischen Schwerpunkte insbesondere bei Arbeitnehmer- und gesundheitspolitischen Themen. Sie setzt sich für eine flächendeckende fachärztliche- und hausärztliche Versorgung ein. Außerdem kümmert sie sich um die Belange von Arbeitnehmern. Besonderen Fokus legt sie hierbei auf den Arbeitskräftemangel.